# Ирис сизоватый
Ирис сизоватый, (лат. Iris glaucescens)— растение, вид рода Ирис семейства Ирисовые.
Вид описан в 1829 году из Южного Алтая (в настоящее время Восточно-Казахстанская область Казахстана).
В ряде работ ошибочно отождествлялся с ирисом кожистым (Iris scariosa Willd. ex Link)

## Распространение и экология
Ирис сизоватый произрастает на каменистых склонах в низкогорьях, реже в полынно-дерновинно-злаковых степях на солонцеватых песках.
Распространён в Азии от юга Урала на западе до Алтая на востоке и Северного и Восточного Тянь-Шаня на юге на территориях Казахстана, России, Монголии и Китая. В России встречается на Южном Урале (Оренбургская область, Челябинская область), в Западной Сибири (Тюменская область, Омская область, Новосибирская область, Алтайский край).

## Ботаническое описание
Многолетнее растение, высота 10-40 см. Корневище толстое; листья прикорневые 5-15 мм шириной, 5-15 см длиной, серповидные, серовато-зелёного цвета; стебель 5-40 см высотой с тремя листочками обёртки и двумя цветками на вершине. Цветки голубые, фиолетовые, пурпурные, редко белые, трубка околоцветника полностью скрыта листочками обёртки. Плод — веретеновидная коробочка; семена крупные, 5—8 мм, морщинистые, тёмно-коричневые. Цветёт в апреле — мае. 2n=24.

## Таксономия
|  |                                      |  |                                                             |                                                             |                    |  | ещё 24 семейства (согласно Системе APG II) | ещё 24 семейства (согласно Системе APG II) |                       |  |  |  | ещё около 180 видов |
|  |                                      |  |                                                             |                                                             |                    |  | ещё 24 семейства (согласно Системе APG II) | ещё 24 семейства (согласно Системе APG II) |                       |  |  |  | ещё около 180 видов |
|  |                                      |  |                                                             | порядок Спаржецветные                                       |                    |  |                                            |                                            | род Ирис, или Касатик |  |  |  |                     |
|  |                                      |  |                                                             | порядок Спаржецветные                                       |                    |  |                                            |                                            | род Ирис, или Касатик |  |  |  |                     |
|  | отдел Цветковые, или Покрытосеменные |  |                                                             |                                                             | семейство Ирисовые |  |                                            |                                            | вид Ирис сизоватый    |  |  |  |                     |
|  | отдел Цветковые, или Покрытосеменные |  |                                                             |                                                             | семейство Ирисовые |  |                                            |                                            |                       |  |  |  |                     |
|  |                                      |  | ещё 44 порядка цветковых растений (согласно Системе APG II) | ещё 44 порядка цветковых растений (согласно Системе APG II) |                    |  |                                            | ещё около 75 родов                         | ещё около 75 родов    |  |  |  |                     |
|  |                                      |  |                                                             | ещё 44 порядка цветковых растений (согласно Системе APG II) |                    |  |                                            |                                            | ещё около 75 родов    |  |  |  |                     |

## Охрана
Ирис сизоватый внесён в Красные книги Тюменской, Новосибирской, Омской, Челябинской областей и Алтайского края.